# Menorca Actúa '98
Menorca Actúa '98 es un recopilatorio de grupos nacionales e internacionales que actuaron en la edición del festival de 1998.

## Lista de canciones
1. «Wake up» Undrop
2. «S.O.S leather girl» Matamala
3. «Sexo de hotel» Los Gallos
4. «Harto de tus caricias» Los Gallos
5. «Just one only one» Dear
6. «The horizon» Dear
7. «Negocio familiar» Adios Jumbo
8. «A prop» Six Fusion
9. «Back in town» Malarians
10. «Don't bogart that join» Ejectes
11. «1.000 nudes» Divine Sounds Orchestra
12. «Unknown dancer» Orgasmical
13. «Buah!» 7 notas 7 colores
14. «Cruisin' through the ph force» Professor Angel Dust
15. «1973» An Dear Beat
16. «Canteras de Robadones» Sergio Pazos

- Datos: Q6010296